# Hobart (Wisconsin)
Hobart – wieś w Stanach Zjednoczonych, w stanie Wisconsin, w hrabstwie Brown.